# Одинцово (малый ракетный корабль)
«Одинцово» — российский многоцелевой малый ракетно-артиллерийский корабль (МРК) 3-го ранга с управляемым ракетным вооружением проекта 22800 «Каракурт», является третьим кораблём серии производства ОАО «Ленинградский судостроительный завод „Пелла“».

## История строительства
Первоначальное название малого ракетного корабля проекта 22800 «Одинцово» — «Шквал» — продолжает историю одноимённых кораблей российского и советского флота. Корабль заложен 29 июля 2016 года под заводским номером 253 на ОАО «Ленинградском судостроительном заводе „Пелла“» в присутствии заместителя Министра обороны Российской Федерации Юрия Борисова. Строится с учётом политики импортозамещения, в частности двигатель для «Одинцово» произведен на петербургском заводе «Звезда».
Торжественно спущен на воду в преддверии 73-й годовщины Победы в Великой Отечественной войне 5 мая 2018 года в присутствии заместителя Министра обороны Российской Федерации Юрия Борисова. Достраивался на плаву. Государственные испытания завершены 14 ноября 2020 года.

## Особенности конструкции
«Одинцово» — первый представитель проекта 22800, оснащенный специализированным противовоздушным вооружением, несет зенитный ракетно-пушечный комплекс Панцирь-МЕ. В состав комплекса входят:
- восемь пусковых ракетных контейнеров (32 ракеты в пусковых контейнерах находятся в подпалубном хранилище);
- два шестиствольных 30-мм артиллерийских автомата АО-18КД.[5]

На корабле используется энергетическая установка на базе 3 дизельных двигателей М-507Д-1 и 3 дизель-генераторов ДГАС-315 производства ПАО «Звезда».

## Служба
Предполагается, что малый ракетный корабль войдёт в состав БФ Российской Федерации в конце 2020 года. Передан в состав Балтийского флота 21 ноября 2020 года.